# ثيميستو (قمر)
ثيميستو (بالإنجليزية: Themisto)‏هو قمر تابع لكوكب المشتري والمعروف أيضاً باسم المشتري السابع عشر (بالإنجليزية: Jupiter XVIII)‏، هذا القمر ينتمي إلى مجموعة الأقمار غير النظامية والمتحركة حسب مبدأ الحركة التراجعية.

## اكتشافه
تم اكتشاف القمر لأول مرة في 30 سبتمبر 1975 من قبل تشارلز كوال وإليزابيث رومر، ثم اختفى بعد ذلك وتم اكتشافه مرة أخرى عام 2000 للميلاد بواسطة سكوت شيبارد.